# Semiothisa perspicuaria
Semiothisa perspicuaria là một loài bướm đêm trong họ Geometridae.